# وحدة مونبلييه الحضرية
وحدة مونبلييه الحضرية، هي مجموعة البلديات التي تتصل مبانيها حول مدينة مونبلييه. بحسب المعهد الوطني للإحصاء والدراسات الاقتصادية، تضم هذه الوحدة الحضرية، 473,092 نسمة في 22 بلدية في عام 2021، وتغطي مساحة قدرها 310 كيلومترات مربعة، مما يعني كثافة سكانية تبلغ 1526 نسمة لكل كيلومتر مربع. وتعتبر هذه الوحدة الحضرية الثالثة عشرة من حيث عدد السكان في فرنسا.